# Antoine-Claude Briasson
Antoine-Claude Briasson, né à Lyon le 5 avril 1700 et mort à Paris le 28 février 1775, est un éditeur-libraire parisien.

## Libraire et éditeur d'envergure européenne
Né à Lyon de Claude Briasson (mort en 1738), marchand-épicier, et de Marie Chappas, le jeune-homme entra en formation chez son oncle Antoine Briasson, imprimeur rue Mercière, pendant cinq ans. Il monta ensuite à Paris en 1720 où il commença son apprentissage avec Nicolas Fimart en octobre de cette année-là, puis avec Antoine Gandouin (1722). Il fut reçu maître-libraire à Paris en 1724. Il ouvrit à cette occasion sa propre librairie, rue Saint-Jacques. Son enseigne, À la Science et à l'Ange gardien, et qui devint plus tard À la Science, n'est pas sans manifester le dynamisme de l'édition d'ouvrages savants et la sécularisation accélérée de la production imprimée au siècle des Lumières : « En France, le livre religieux, qui représentait encore un tiers des publications dans les années 1730, n'en couvrait plus que le dixième au cours des années 1780 ». 
Briasson ne destinait pas du reste son important stock d'ouvrages savants uniquement au public français. Son commerce s'étendait ainsi à toute l'Europe, via notamment le réseau des nombreuses académies des sciences qui fleurirent sur le continent au XVIIIe siècle. Antoine-Claude Briasson s'imposa par exemple, dès 1747, comme fournisseur officiel de l'Académie des sciences de Saint-Pétersbourg, par contrat signé avec l'ambassadeur russe à Paris Henri Gross.
Son sens des affaires, sa prescience (il fut en particulier l'un des quatre éditeurs de l'Encyclopédie) et sa capacité à s'intégrer dans les réseaux savants européens (il fut par exemple, de 1752 à 1765, imprimeur pour le compte du Journal des savants) en firent un des éditeurs les plus fortunés de son temps. Cela l'amena à prendre d'importantes responsabilités dans la communauté des libraires parisiens dès 1739.
Il se maria le 8 février 1725 avec Marie Anne Pochard, dont il eut trois enfants : Marie Anne (1726-1744), Françoise Marguerite (1735-1752) et Antoine Claude (1745-1778).

## Éditeur de l'Encyclopédie

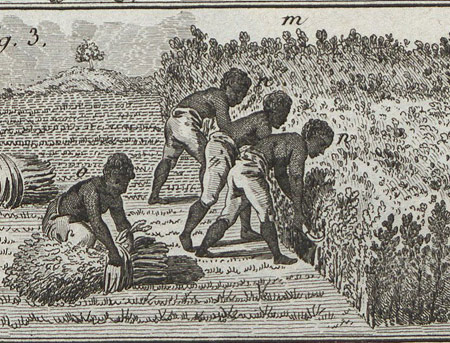
Une illustration tirée de l'édition Briasson de lEncyclopédie

Briasson fut associé au projet d'édition de l'Encyclopédie le 18 octobre 1748 au même titre que Michel-Antoine David et Laurent Durand. Il ne possédait au départ qu’un sixième d’intérêt dans la société mais devint l'unique éditeur après la mort de Durand en 1763 et le départ à la retraite de David (1769) et de Le Breton (1772).
Si le rôle de Briasson est certain dans l'engagement de Samuel Formey qu'il connaissait de longue date, on reste sans certitude sur son implication dans le recrutement de Denis Diderot avec lequel il travaillait pourtant depuis 1742, à l'édition des traductions de l'Histoire de Grèce de Temple Stanyan et du Medicinal Dictionary de Robert James. De même il n'est que probable que Briasson ait enrôlé Pierre Tarin et Auguste-François Jault avec lesquels il collaborait déjà.
Par ailleurs, Briasson est le comptable de la société. Il tient le livre des comptes dès le 25 octobre 1745, il est gardien du stock de volumes, s’occupait des ventes et des réclamations. L'homme est travailleur, assidu et responsable et Diderot lui rend hommage dans Le Neveu de Rameau :
« MOI. - Lequel des deux préféreriez-vous ? ou qu’il eût été un bon homme, identifié avec son comptoir, comme Briasson, ou avec son aune, comme Barbier [marchand de soie, d’or, et d’argent] ; faisant régulièrement tous les ans un enfant légitime à sa femme, bon mari, bon père, bon oncle, bon voisin, honnête commerçant, mais rien de plus ; ou qu’il eût été fourbe, traître, ambitieux, envieux, méchant, mais auteur d’Andromaque, de Britannicus, d’Iphigénie, de Phèdre, d’Athalie ? »
Au-delà de son intérêt économique et de son implication, Briasson ne partageait pas nécessairement les valeurs des Encyclopédistes et des philosophes ; il s'affichait plus volontiers dans les cercles hostiles à l'Encyclopédie ; c'est ainsi qu'en 1749, soit deux ans avant la publication du premier tome, il acquiert le fonds du Journal de Trévoux, organe jésuite.[réf. souhaitée]

## Extrait de son catalogue
- Pierre-François-Xavier de Charlevoix, La vie de la mère Marie de l'Incarnation, 1724
- Machiavel, Le Médecin, 1746
- Pierre Tarin, Anthropotomie, 1750.
- L'Encyclopédie.
- L’Esprit de l’Encyclopédie, cinq éditions entre 1768 et 1772.
- Jean-Baptiste de Mirabaud, Le monde, son origine, et son antiquité
- Jean-Baptiste de Mirabaud, De l’âme, et de son immortalité
- Crébillon Fils, Les Égarements du cœur et de l’esprit
- Montesquieu, Le Temple de Gnide
- John Locke, Essai sur l’entendement humain
- Pierre Bayle, Dictionnaire historique et critique
- Johann Jakob Brucker, Historia Philosophicae Doctrinae de Ideis
- Buffon, Daubenton, L’Histoire naturelle.